# Société d'Étude et de Construction Automobile
A Société d'Étude et de Construction Automobile (SECMA), criada em 1995 por Daniel Renard, especialista na produção automobilística durante 28 anos, é uma empresa automobilística francesa, sediada em Aniche, norte de França. 
A fábrica tem neste momento uma dimensão de 8500 m2, e em Portugal é representada pela empresa Green Factory, Representações Lda.

## Modelos
- Fun Tech 340
- Fun Quad 340
- Fun Buggy
- 6x4
- Fun Elec
- Fun Extre'm
- Fun Runner
- Fun Family
- F16